# Escut de Palau de Santa Eulàlia
L'escut oficial de Palau de Santa Eulàlia té el següent blasonament:
Escut caironat, d'or, un palau de sable obert sobremuntat d'un capel d'ardiaca de sable i d'un sautor de gules, l'un damunt l'altre. Per timbre una corona mural de poble.

## Història
Va ser aprovat el 10 d'octubre de 1995 i publicat al DOGC el 25 del mateix mes amb el número 2120.
El palau és un senyal parlant al·lusiu al nom del poble. El municipi el formen dues poblacions principals: Santa Eulàlia de Palau, la capital actual (representada pel sautor o creu de Santa Eulàlia, la patrona del poble), i Palau-sardiaca, la capital històrica (representada pel capel d'ardiaca, un senyal parlant relatiu al nom de la localitat, que literalment vol dir "palau de l'ardiaca"), que va donar nom al municipi fins al segle xiv.